# Xestia cohaesa
Xestia cohaesa là một loài bướm đêm thuộc họ Noctuidae. Nó được tìm thấy ở phần phía đông của Địa Trung Hải basin và in Cận Đông và Trung Đông.
Con trưởng thành bay từ tháng 9 đến tháng 11. Có một lứa một năm.
Ấu trùng ăn nhiều loại thực vật thân thảo, bao gồm Poaceae.

## Phụ loài
- Xestia cohaesa cohaesa (Italy, Hy Lạp to Bulgaria, Thổ Nhĩ Kỳ, Transcaucasia, Liban, Israel, Iraq, Iran)
- Xestia cohaesa lineata (Ukraine, Crimea, Caucasus, Turkmenistan)